# Erich Barthold
Erich Walter Barthold (* 17. November 1920 in Pfullingen; † 5. November 2000 in Reutlingen) war ein deutscher Kaufmann und Politiker (CDU). Von 1960 bis 1980 war Barthold Mitglied des Landtags von Baden-Württemberg (MdL).

## Leben
Nach dem Besuch der höheren Handelsschule in Reutlingen beantragte Erich Barthold am 22. Mai 1939 die Aufnahme in die NSDAP und wurde zum 1. September desselben Jahres aufgenommen (Mitgliedsnummer 7.203.830). Er leistete zwischen 1939 und 1946 seinen Wehrdienst als Reserveoffizier und geriet in Kriegsgefangenschaft. Anschließend war er viele Jahre Eigentümer eines Fachgeschäftes für Büromaschinen und -möbel sowie eines Fabrikationsbetriebes für Papier- und Kunststoffverarbeitung.
Bei der Landtagswahl in Baden-Württemberg 1960 erreichte Barthold über ein Zweitmandat im Wahlkreis Reutlingen (Wahlkreis 65) (Regierungsbezirk Südwürttemberg-Hohenzollern) einen Sitz für die 3. Wahlperiode des Landtags von Baden-Württemberg.
Bei der vier Jahre später stattgefundenen Wahl entschieden nur wenige Stimmen über ein erneutes Mandat von Barthold. Bei der Landtagswahl in Baden-Württemberg 1964 wurde zum ersten Mal die Möglichkeit der Briefwahl angeboten, die auch 56 Wähler im Altersheim der Gemeinde Meckenbeuren wahrnahmen; dabei stimmten 49 für die CDU, vier für die SPD und einer für die FDP, zwei Stimmen waren ungültig. Während der Kreiswahlausschuss von Wangen wegen eines angeblichen Formfehlers die Stimmen nicht zählte, was ein Landtagswahlergebnis von 58 Mandaten für die CDU, 47 für die SPD und 15 für die FDP zur Folge gehabt hätte, zählte der Landeswahlausschuss in Stuttgart die Stimmen, womit die CDU 59 Mandate und die FDP 14 Mandate erhielt. Der ehemalige Calwer Landrat und FDP-Kreisvorsitzende des Kreises Calw, Emil Wagner, legte daraufhin Wahleinspruch ein, dem die Fraktionen der SPD und der FDP im Landtag zustimmten. Die CDU beantragte daraufhin beim Staatsgerichtshof von Baden-Württemberg „unter Aufhebung des Landtagsbeschlusses den Einspruch des Bürgers Emil Wagner gegen die Landtagswahl als unbegründet zurückzuweisen und festzustellen, daß die Entscheidung des Landeswahlausschusses über die Feststellung des Wahlergebnisses im Wahlkreis Wangen und die auf Grund dieser Entscheidung beschlossene Zuteilung von Abgeordnetensitzen für den Regierungsbezirk Südwürttemberg-Hohenzollern gültig ist“. Der Staatsgerichtshof von Baden-Württemberg folgte dem Antrag der CDU und vergab das Zweitmandat an Erich Barthold (Wahlkreis 65 Reutlingen) und nicht an den Landesverbandsvorsitzender der FDP, Hermann Saam.
Bei den Wahlen zur 5. (1968–1972), 6. (1972–1976) und 7. Wahlperiode (1976–1980) des Landtags von Baden-Württemberg gewann Barthold jeweils das Direktmandat des Wahlkreises Reutlingen und konnte so seinen Sitz als Abgeordneter im Landtag verteidigen. Bei der Landtagswahl 1980 trat er nicht mehr an. Während seiner Zeit im Landtag fungierte er als finanzpolitischer Sprecher und war zeitweise Vorsitzender der CDU-Fraktion im Landtag. Daneben war er auch Abgeordneter des Kreistages des Landkreises Reutlingen sowie Verbandsvorsitzender der Region Neckar-Alb.
Am 10. Mai 1980 wurde Erich Barthold die Verdienstmedaille des Landes Baden-Württemberg verliehen.
Erich Barthold starb am 5. November 2000 nur wenige Tage vor Vollendung seines 80. Lebensjahres in Reutlingen.